# Escritório Filatélico e Numismático da Cidade do Vaticano

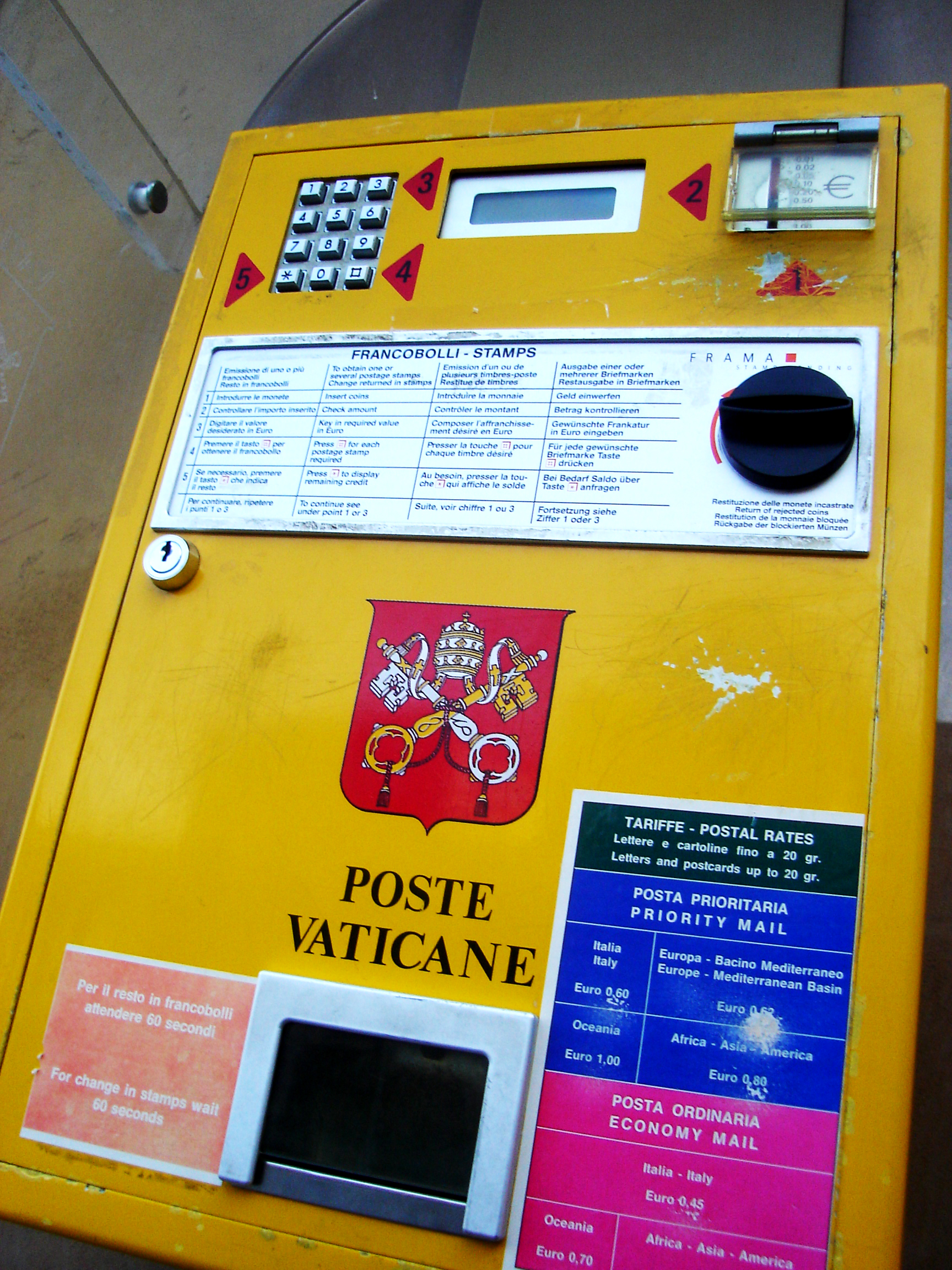
Uma máquina de venda automática de selos do Serviço Postal do Vaticano.

O Escritório Filatélico e Numismático do Estado da Cidade do Vaticano (em italiano:  Ufficio Filatelico e Numismatico) é responsável pela emissão de selos postais do Vaticano e das moedas de euro do Vaticano.
Ainda que os selos do Vaticano só possam ser utilizados dentro do Estado da Cidade do Vaticano e a quantidade de moedas de euro seja limitada por uma tratado com a Itália (o valor total de todas as moedas cunhadas em 2002 foi restrito a € 310.400), as moedas e selos do Vaticano servem como um importante sinal de soberania do microestado, e a sua escassez e o design os tornam populares entre os colecionadores.
De fato, o interesse do público nas moedas e nos selos do Vaticano foi considerado suficiente para justificar a criação de um museu filatélico e numismático (Il Museo Filatelico e Numismatico), que foi inaugurado como parte dos Museus Vaticanos, em 2007. Dois selos especiais com essa temática foram lançados quando da abertura do museu.
As moedas de Euro emitidas pelo Vaticano são cunhadas pela Itália, através do Istituto Poligrafico e Zecca dello Stato.